# 플렉시블 바디 시스템
플렉시블 바디 시스템(Flexible Body System)은 표준화된 차량 바디에 모듈화된 부품을 퍼즐처럼 조합해 다양한 사양을 만들 수 있는 차세대 차량 설계 및 생산 기술이다.

## 상세
플렉시블 바디 시스템은 기아가 공개한 PBV 생산의 기반이 되는 기술로, 차체 무빙류(도어, 테일게이트 등) 외장과 내장 부품을 모듈화해 다양한 용도와 사양의 차량을 유연하게 설계 및 생산할 수 있도록 지원하는 PBV 전용 기술이다. 운전자가 탑승하는 앞좌석은 그대로 유지하면서 뒷부분에 모듈 방식을 적용해 다양한 바디 타입을 조합할 수 있다. 모듈 방식이 적용된 부품은 루프(스탠다드, 하이루프), 도어(슬라이딩 도어의 유무), 쿼터 글라스(글라스 유무), 리어 오버행(스탠다드, 롱바디), 테일게이트(리프트업, 트윈스윙, 하이루프 트윈스윙) 등이다. 차체의 구조적 강성을 확보하기 위해 차체 외곽까지 프레임 구조를 확장했으며, 롱바디 모델에는 이중 프레임 구조인 외골격 듀얼 환형 구조가 적용됐다. 또한 후측방 어라운드 가니쉬를 포함한 주요 외장 부품을 세분화된 모듈로 제작해 충돌 시 손상 부위만 간편하게 교체할 수 있다.
2024년 공개된 중형 PBV 모델인 더 기아 PV5에 최초 적용됐으며, 2027년까지 대형급 PBV를 포함한 다양한 차종에 이 기술을 확대 적용할 예정이다.

## 같이 보기
E-GMP
PBV
전기차
기아
현대자동차그룹